# Угринчук Василь Миколайович
Угринчук Василь Миколайович (25 березня 1899, Мамаївці — 21 квітня 1983, Лужани) — громадсько-культурний діяч, стрілець УГА, організатор військового спротиву румунській окупації Буковини за часів ЗУНР.

## Дитинство
Народився в селі Нові Мамаївці повіт Кіцмань на Буковині (тепер с. Мамаївці Кіцманського району Чернівецької обл.) в селянській сім'ї Миколи Угринчука та Марії, уродженої Кравчук.
З 1910/1911 навчального року навчався в 2-ій українсько-німецькій державній гімназії в Чернівцях. В листопаді 1918 року будучи учнем 8-го класу гімназії, долучився до загону українських добровольців (командир четар Василь Кавуля).

## Військова служба та полон
У 1918 році був комендантом нафтоскладу на Жучці (тепер район Чернівців), де під його командою перебувало 6-7 військових. Брав участь у Буковинському Віче, де голосував за приєднання до України.
13 листопада 1918 року організовував збройну відсіч передовим загонам румунської армії біля залізничної станції в селі Лужани на Кіцманщині. Потрапив в полон після припинення 14 листопада 1918 року збройного опору румунам за наказом галицької військової команди та від'їздом основної частини загону в Галичину. Протягом тижня разом з вісьмома українськими добровольцями утримувався в поліційному арешті, згодом на 2-му поверсі гарнізонного арешту в Чернівцях. Зумів втекти з-під арешту та перебратися до Снятина, де вступив до лав УГА. Румунським військовим трибуналом заочно був засуджений до страти. Виконував гарнізонну службу в Снятині, згодом воював на протипольському фронті біля Дрогобича. В боях біля міста Гвоздець потрапив в польський полон. Після втечі з полону повернувся в 1919 році на Буковину, де був поновно заарештований румунською жандармерією. Потрапив під амністію, яку було проголошено для всіх засуджених за збройну боротьбу проти Румунії в листопаді 1918 року.
Звільнений в'язниці навесні 1920 року, в липні 1920 року закінчив з відзнакою українську державну гімназію у Чернівцях та вступив на юридичний факультет Чернівецького університету. Член українського академічного товариства «Союз». Після закриття румунською владою УАТ «Союз» наприкінці 1921 року був арештований. Проти багатомісячного ув'язнення безвинного студента Угринчука в 1922 році протестувала віденська та харківська преса. Не зумів завершити вищі студії через брак коштів.

## Громадська діяльність
Мешкав в Нових Мамаївцях, працюючи фотографом. Організатор хорів у буковинських селах, актор самодіяльних українських театральних гуртків в довколишніх з Мамаївцями селах Лужани, Шипинці, Шубранець, Ревна-Стрілецький Кут і Ленківці, куди доїжджав велосипедом. Один з організаторів «Свята Героїв» в с. Стрілецький Кут 20 липня 1928 рокую В селі Нові Мамаївці керував не лише заснованим ним в 1929 році чоловічим хором, але й церковним хором та драматичним гуртком. Як диригент чоловічого хору в Нових Мамаївцях 20 травня 1934 року отримав 3-ю премію на конкурсі селянських хорів товариства «Буковинський Кобзар».

## В еміграції
В середині 1920-х років виїхав до міста Пятра-Нямц в Румунії, де в липні 1926 року переслідувався за листування з комуністичним діячем з Мамаївців І. Клевчуком. З 1932 року перебував під наглядом румунської сиґуранци. У 1937 році заарештований і засуджений на 20 років ув'язнення за звинуваченням у шпигунстві на користь СРСР. Після звільнення з в'язниці восени 1944 року, повернувся на Буковину.

## Останні роки
В післявоєнний час був внесений за № 1273 до списку борців-антифашистів Румунії в 1917—1944 рр.
Помер у селі Лужани 21 квітня 1983 року, похований там же на сільському цвинтарі.